# Benaouf Adaoui
 (janvier 2020).
Si vous disposez d'ouvrages ou d'articles de référence ou si vous connaissez des sites web de qualité traitant du thème abordé ici, merci de compléter l'article en donnant les références utiles à sa vérifiabilité et en les liant à la section « Notes et références ».
 (janvier 2020).
Benaouf Adaoui, couramment appelé Benaouf, né en 1987 à Leeuwarden (Pays-Bas), est un criminel néerlandais d'origine marocaine spécialisé dans la formation de groupe criminel.
Membre du réseau de Gwenette Martha, il se détache de son organisation en montant avec Houssine Ait Soussan sa propre organisation, lançant une guerre contre celle de Martha. À la suite d'un vol de 200 kilos de cocaïne au Port d'Anvers, lui étant destinés, il s'impose comme rival du milieu anversois et il est considéré comme le « trafiquant le plus dangereux en 2012 » par les Pays-Bas et la Belgique. La trahison de Gwenette Martha envers Benaouf vaut une alliance avec l'organisation belge The Turtles, à l'origine du vol. Il lance la guerre marocaine en envoyant son tueur à gages Rida Bennajem assassiner Redouan Boutaka à Amsterdam et Najeb Bouhbouh à Anvers (Belgique), deux membres de l'organisation de Gwenettet Martha. Le 22 février 2013, il est arrêté par les forces spéciales néerlandaises et il est incarcéré dans la prison de Ruremonde.
Condamné à douze ans de prison, il réalise une évasion par hélicoptère en 2017 à l'aide d'un commando franco-néerlandais muni d'armes de guerre. Le pilote de l'hélicoptère est abattu par les services spéciaux néerlandais. Benaouf est condamné à six ans de prison supplémentaires dans le centre fermé de Vught.

## Biographie

### Enfance
Benaouf Adaoui naît à Leeuwarden en 1987 et grandit à Eindhoven aux Pays-Bas. Il est issu d'une famille marocaine nombreuse, originaire de Meknès. Ayant déménagé à Amsterdam dans le quartier De Pijp, Benaouf trouve du travail en tant que serveur dans la fameuse discothèque Escape. Il travaille ensuite dans la salle de sport Fit for Life située à Staatsliedenbuurt grâce à son beau frère Mohammed Z. (surnommé Moes). A cette époque, Benaouf se fiance avec une jeune fille âgée de 19 ans. En raison de la fermeté de Benaouf à l'égard de sa famille, la belle famille perçoit cela d'un mauvais œil, d'où une mésentente familiale. Lorsque le couple officialise le mariage en mai 2011, Benaouf refuse de verser une dot à sa compagne. Après seulement cinq semaines, le couple divorce.
Moes veut importer 1200 kilos de cocaïne des Antilles néerlandaises aux Pays-Bas, équivalents à 43 millions d'euros, au détail, dans les rues d'Amsterdam. Le 22 mai 2011, la drogue est interceptée au Royaume-Uni. Les autorités néerlandaises arrivent à arrêter Moes. Il est condamné à huit ans d'emprisonnement. Benaouf intègre le milieu criminel via Houssine Ait Soussan. La sœur de Benaouf finit par se séparer de Moes et il est en relation avec le baron Houssine Ait Soussan. Benaouf fait la connaissance de Gwenette Martha, à cette époque, joueur de football dans l'académie de l'Ajax Amsterdam. Il devient son meilleur ami et commettent très tôt des petits faits de délinquance.
Fin 2011, Benaouf décide d'investir de l'argent pour 200 kilos de cocaïne en provenance de Colombie via le Port d'Anvers. Parmi les investisseurs : des bouchers, boulangers et vendeurs de fruit originaires de Rotterdam ainsi que des mafieux d'Amsterdam, dont le baron Samir Bouyakhrichan. Nacerdine T., un membre du clan The Turtles, spécialisé dans les vols de conteneurs de cocaïne, se rend au port d'Anvers, vole l'énorme quantité avant de disparaître au Maroc. Les Turtles font également savoir à Benaouf que son conteneur aurait été intercepté et vidé par la police et les douaniers. Benaouf et Bouyakhrichan ne croient pas un mot de ce que les Turtles racontent et décident de mener une guerre contre l'organisation belge.

### Mocro-oorlog

#### Actions perpétrés
En 2012, Benaouf se détache de sa relation avec son ami d'enfance Gwenette Martha, estimant que ce dernier l'aurait trahis en collaborant avec les Turtles. Ce dernier devient le rival numéro 1 de Benaouf qui a comme bras droit Houssine Ait Soussan et plusieurs autres membres marocains qui se détachent également de l'organisation Martha pour mener une guerre en faveur de Benaouf et des plusieurs barons ayant investis dans les 200 kilos de cocaïne. Rida Bennajem est le principal tueur à gages pour passer à l'action pendant que Houssine Ait Soussan fonde un groupe de kidnappeurs pour kidnapper le plus jeune membre de la famille El Yousfi alias The Turtles.
Les Amstellodamois donnent rapidement des nouvelles aux Turtles en envoyant une photo du jeune Turtle séquestré et posé à côté d'un hachoir à viande. Le message était clair : les Turtles doivent payer pour sauver la peau du jeune homme. Une semaine plus tard, Benaouf relâche le jeune Anversois. A Anvers, plusieurs membres des Turtles prennent la fuite au Maroc. Le domicile des familles El Yousfi sont régulièrement criblés de balles et leur voiture luxueuses sont incendiés. Un magistrat anversois déclare en 2012 : "Ils sont tous à Nador". En effet, une grande partie de l'argent volé a été investi à Nador, Tétouan et Tanger par l'organisation belge.
Introuvable, Benaouf s'attaque à Gwenette Martha, un proche des Turtles avec lequel il a collaboré lors de son évasion de prison en 2008 aux Pays-Bas. Il s'est rendu à Anvers, protégé par les membres The Turtles. Son homme de confiance, Redouan Boutaka, en fuite au Jamaïque est appelé pour régler rapidement le problème entre Benaouf et The Turtles à Amsterdam.
Le 22 avril 2012, Benaouf envoie Rida Bennajem pour assassiner Redouan Boutaka sur le lieu du rendez-vous à Amsterdam.
Le 13 septembre 2012, Benaouf se désinscrit des administrations communaux.
Le 18 octobre 2012, Benaouf envoie deux tueurs à gages pour assassiner Najeb Bouhbouh, le bras droit de Gwenette Martha à Anvers.
À la suite de l'assassinat de Najib Bouhbouh, Gwenette Martha, principal rival, place une prime d'un million d'euros sur la tête de Benaouf.
Le 29 décembre 2012, Benaouf est la cible d'une fusillade dans le quartier de Staatsliedenbuurt à Amsterdam. Ses amis Saïd El Yazidi et Youssef Lkhorf décèdent pendant que Benaouf arrive miraculeusement à prendre la fuite en plongeant dans une rivière dans un quartier résidentiel ;
Le 22 février 2013, à la suite de l'arrestation de Benaouf par les forces spéciales néerlandaises à Rotterdam, Omar Lkhorf reprend l'organisation en main.
Le 22 mai 2014, Benaouf fait appel au réseau de Chahid Yakhlaf en direct de sa cellule pour assassiner Gwenette Martha.
Le 18 août 2014, l'organisation de Benaouf assassine Derkaoui, un membre de l'organisation de Gwenette Martha qui a assassiné Patrick Brisban en 2012 ;
Le 27 décembre 2014, Khalid Jaafar est assassiné au Panama, en Amérique du Sud. Le Néerlando-Marocain assassiné préparait un assassinat sur Benaouf. Le bras droit de Benaouf, Houssine Ait Soussan était à ce moment au Panama et n'a pas hésité à abattre le membre de l'organisation Gwenette Martha.
Le 12 mai 2015, Youssef El Kahtaoui est abattu à Amsterdam. L'homme n'avait vraisemblablement rien avoir avec le milieu criminel. Le tueur à gage, opérant pour l'organisation de Benaouf, cherchait à liquider Mustafa El J., un baron de drogue côtoyant Martin Kok, assassiné en 2016 par l'organisation Ridouan Taghi.
Le 31 décembre 2015, Chahid Yakhlaf est assassiné par l'entourage de Gwenette Martha pour avoir rendu service au réseau de Benaouf.
En 2017, une prime de 100 000 euros est promise à la personne qui arrive à faire évader Benaouf de la prison de Ruremonde. Tant bien qu'il peut, Benaouf se protège de la police néerlandaise grâce à des fausses identités et des faux papiers. Il utilise régulièrement des voitures différentes, déménage très souvent entre les Pays-Bas et la Belgique et utilise 5 téléphones différents par mois pour ses contacts.
Le 11 octobre 2017, un réseau de grand banditisme français avec comme pilote un Colombien tentent de faire évader Benaouf à l'aide d'un hélicoptère. À la suite de cette évasion ratée, il est transféré dans la prison hautement sécurisée de Vught. À la suite de l'intervention de la police néerlandaise, le conducteur franco-marocain Jaouad Aaros est abattu.
À la suite de l'arrestation de Benaouf, Omar Lkhorf prend le contrôle de l'organisation de Benaouf, commettant l'assassinat de Gwenette Martha, Chahid Yakhlaf, Eaneas Lomp et de plusieurs autres criminels.
En janvier 2020, Omar Lkhorf tente de s'évader de la prison de Zutphen à l'aide de quatre complices de nationalité française. À la suite d'une intervention militaire rapide, un complice qui fuyait à pied est arrêté et les trois autres furent également arrêtés à la suite d'une course poursuite sur la N813 jusqu'à Wehl. Omar Lkhorf sera alors incarcéré dans la prison la plus haute sécurisée des Pays-Bas, où est également incarcéré Ridouan Taghi.

### Arrestations
Le 22 février 2013, Benaouf est arrêté à Rotterdam. Il est condamné en appel à une peine de 12 ans d'emprisonnement,.
En 2019, il est emprisonné dans l'Extra Beveiligde Inrichting de Vught et sa peine est prolongée de quatre ans à la suite de son évasion ratée. 

### Alliés et rivaux
- Allié avec Houssine Ait Soussan
- Allié avec le grand banditisme français[17]
- Rival de Gwenette Martha

## Citations
« Moi porter plainte? La seule chose qui m'importe est la sécurité de ma famille. J'attends qu'ils soient bien logés au Maroc. Au moins, là bas, je sais qu'ils seront en sécurité. La police au Maroc ne va pas blaguer quand je me mettrai d'accord avec elle sur ma famille à surveiller »

— Déclaration de Benaouf aux enquêteurs néerlandais, présents lors de sa condamnation au tribunal
.